# Nanook, o Esquimó
Nanook of the North (prt/bra: Nanook, o Esquimó) é um documentário franco-estadunidense de 1922, dirigido por Robert Flaherty.
O filme é o primeiro documentário de longa-metragem conhecido e considerado um marco do gênero.[carece de fontes?]

## Produção e distribuição
A empresa Revillon Freres, comerciante de peles, investiu US$ 50 mil na produção para que Flaherty fizesse sua expedição de 16 meses até o Ártico.
Rejeitado por cinco distribuidoras, o filme foi exibido primeiro em Paris e Berlim, conseguindo arrecadar US$ 40 mil na semana de estreia. Somente após esse sucesso pôde finalmente estrear em Nova York, em 1922.

## Controvérsias
Flaherty foi muito criticado por representar os inuítes conforme estereótipos Ocidentais, e manipulando a realidade a seu favor. O homem que no filme se chama "Nanook", na realidade se chamava Allakariallak. Flaherty escolheu esse apelido pois acreditava que este seria mais adequado e mais aceito por públicos euro-americanos, por causa de suas suposta "autenticidade". A esposa de Nanook vista no filme na realidade não era sua esposa. De acordo com Charlie Nayoumealuk, que foi entrevistado para o documentário Nanook Revisited (1990), "as duas mulheres vistas em Nanook, Nyla (...) e Cunayou (...) não era esposas de Allakariallak, mas sim esposas de Flaherty."
Além disso, Allakariallak, na época, já caçava utilizando armas de fogo, mas Flaherty insistiu que ele usasse os métodos tradicionais de seu povo na caça, para assim capturar os antigos costumes inuítes anterior à colonização europeia nas Americas.
Flaherty foi acusado de representar inuítes como criaturas sub-humanas do ártico, sem tecnologia, sem cultura, reproduzindo então um discurso que os posiciona fora do curso da história moderna. Existe também a análise de que Flaherty, no filme, constantemente compara a família a animais, mais especificamente cachorros/lobos.